# Belgijske regije
Belgija je savezna država koja se dijeli na regije i zajednice.
Regije su posebne političke jedinice koje su autonomne u područjima gospodarstva, zapošljavanja, uprave teritorijem, poljoprivrede, javnih radova, turizma, energije itd. Za područje kulture i sl. zadužene su zajednice.
Belgija se sastoji od tri regije. To su:
- Valonska regija (Valonija)
- Flamanska regija (Flandrija)
- Regija glavnoga grada Bruxellesa (Briselska regija)

Flandrija i Valonija se sastoje svaka od pet pokrajina. Briselska regija nema status pokrajine, niti je podijeljena na pokrajine. Sve zajedno Belgija ima 589 općina.

## Detaljni podaci
| Regija               | Flamanska regija                                                        | Valonska regija                                 | Briselska regija               |
| nizozemski naziv     | Vlaams Gewest                                                           | (Waals Gewest)                                  | Brussels Hoofdstedelijk Gewest |
| francuski naziv      | (Région flamande)                                                       | Région wallonne                                 | Région de Bruxelles-Capitale   |
| njemački naziv       | (Flämische Region)                                                      | Wallonische Region                              | (Region Brüssel-Hauptstadt)    |
| Položaj              |                                                                         |                                                 |                                |
| Zastava              |                                                                         |                                                 |                                |
| Glavni grad          | Bruxelles                                                               | Namur                                           | Bruxelles                      |
| ISO 3166-2:BE        |                                                                         |                                                 | BE-BRU                         |
| Površina             | 13,522 km² (44.29% Belgije)                                             | 16,844 km² (55.18% Belgije)                     | 161 km² (0.53% Belgije)        |
| Pokrajine            | Antwerpen Limburg Flamanski Brabant Istočna Flandrija Zapadna Flandrija | Hainaut Valonski Brabant Namur Liège Luxembourg | nema                           |
| Općine               | 308                                                                     | 262                                             | 19                             |
| Stanovništvo         | 6,078,600 [2006] (58% Belgije)                                          | 3,413,978 [2006] (32% Belgije)                  | 1,018,804 [2006] (10% Belgije) |
| Gustoća stan.        | 442/km²                                                                 | 199/km²                                         | 6,238/km²                      |
| Ministar predsjednik | Kris Peeters (popis)                                                    | Rudy Demotte (popis)                            | Charles Picqué (popis)         |
| Stranica             | www.flanders.be                                                         | www.wallonie.be                                 | www.brussels.irisnet.be        |